# Cristian Casoli
Cristian Casoli, né le 27 janvier 1975 à Varèse, en Italie est un joueur italien de volley-ball. Il mesure 1,92 m et joue réceptionneur-attaquant. Il totalise 99 sélections en équipe d'Italie.

## Clubs successifs
| Club                               | De             | À             |
| ---------------------------------- | -------------- | ------------- |
| Volley Gonzaga Milan               | 1994-1995      | 1994-1995     |
| Piemonte Volley                    | 1995-1996      | 2002-2003     |
| Sisley Volley                      | 2003-2004      | 2005-2006     |
| Pallavolo Modène                   | 2006-2007      | 2007-2008     |
| VK Iskra Samara                    | septembre 2008 | décembre 2008 |
| Pallavolo Modène                   | janvier 2009   | 2011-2012     |
| New Mater Volley Castellana Grotte | 2012-2013      | 2012-2013     |
| Pallavolo Molfetta                 | 2013-2014      | ...           |

## Palmarès
- Ligue mondiale (2)
  - Vainqueur : 1997, 1999
- Ligue des champions (1)
  - Vainqueur : 2006
- Coupe de la CEV puis Challenge Cup (3)
  - Vainqueur : 1996, 2002, 2008
- Coupe des Coupes puis Top Teams Cup (2)
  - Vainqueur : 1997, 1998
  - Finaliste : 1999, 2007
- Supercoupe d'Europe (2)
  - Vainqueur : 1996, 1997
- Championnat d'Italie (2)
  - Vainqueur : 2004, 2005
  - Finaliste : 1996, 1998
- Coupe d'Italie (5)
  - Vainqueur : 1996, 1999, 2002, 2004, 2005
  - Finalitse : 1997, 1998
- Supercoupe d'Italie (6)
  - Vainqueur : 1996, 1999, 2002, 2003, 2004, 2005
  - Perdant : 1997